# 吉勒努尔
吉勒努尔（Keeranur），是印度泰米尔纳德邦丁迪古爾縣的一个城镇。总人口6296（2001年）。

## 人口
该地2001年总人口6296人，其中男性3058人，女性3238人；0—6岁人口737人，其中男406人，女331人；识字率56.69%，其中男性为63.44%，女性为50.31%。